# آرامگاه شیخ عبدالقادر بستکی
آرامگاه شیخ عبدالقادر بستکی مربوط به دوره صفویه-قاجاریه است و در روستای گچویه بخش جناح شهرستان بستک استان هرمزگان در جنوب ایران واقع شده‌است. این اثر در تاریخ ۱۷ خرداد ۱۳۸۵ با شمارهٔ ثبت ۱۵۳۹۴ به‌عنوان یکی از آثار ملی ایران به ثبت رسیده‌است.

## نگارخانه

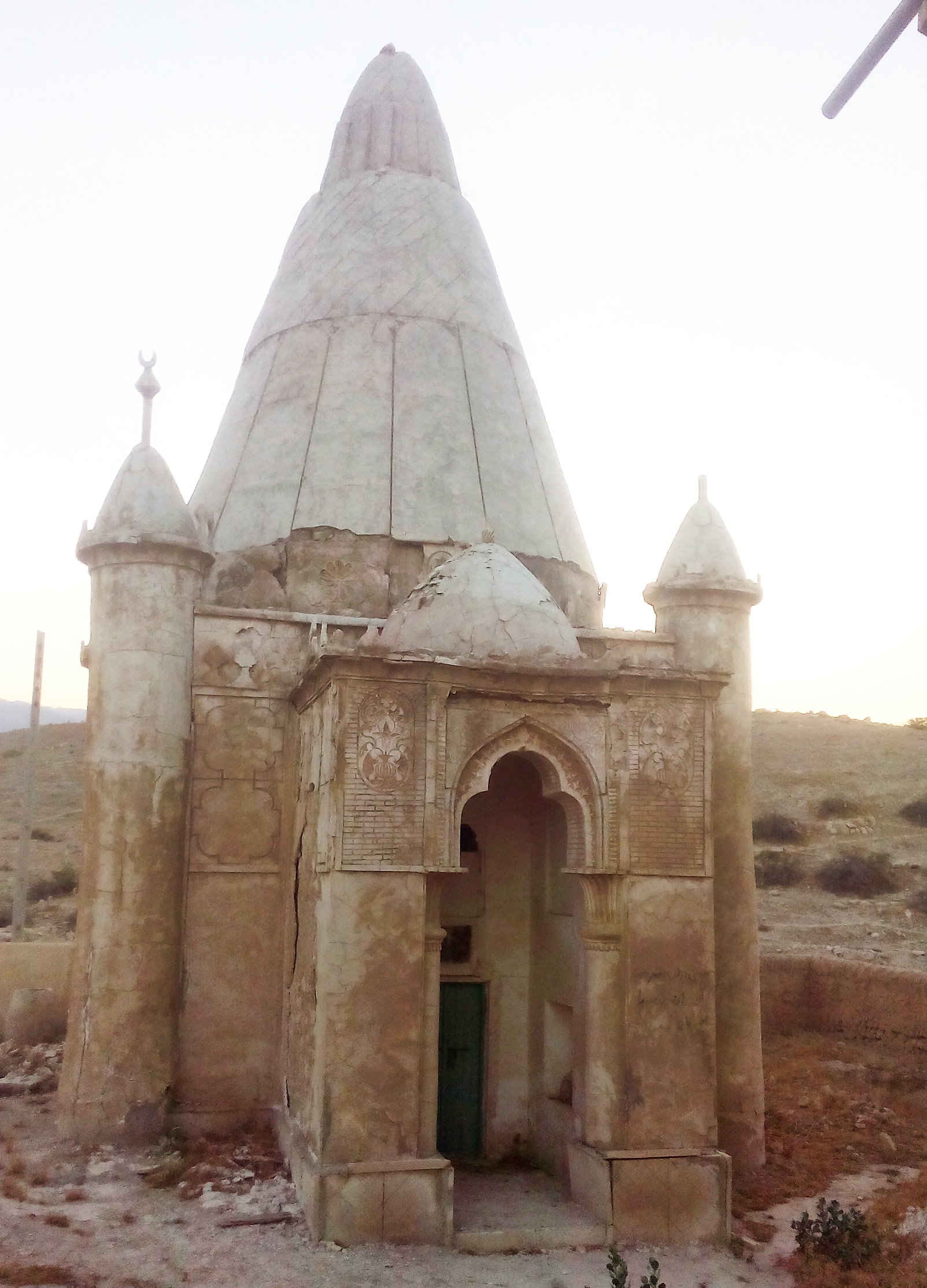
آرامگاه شیخ عبدالقادر
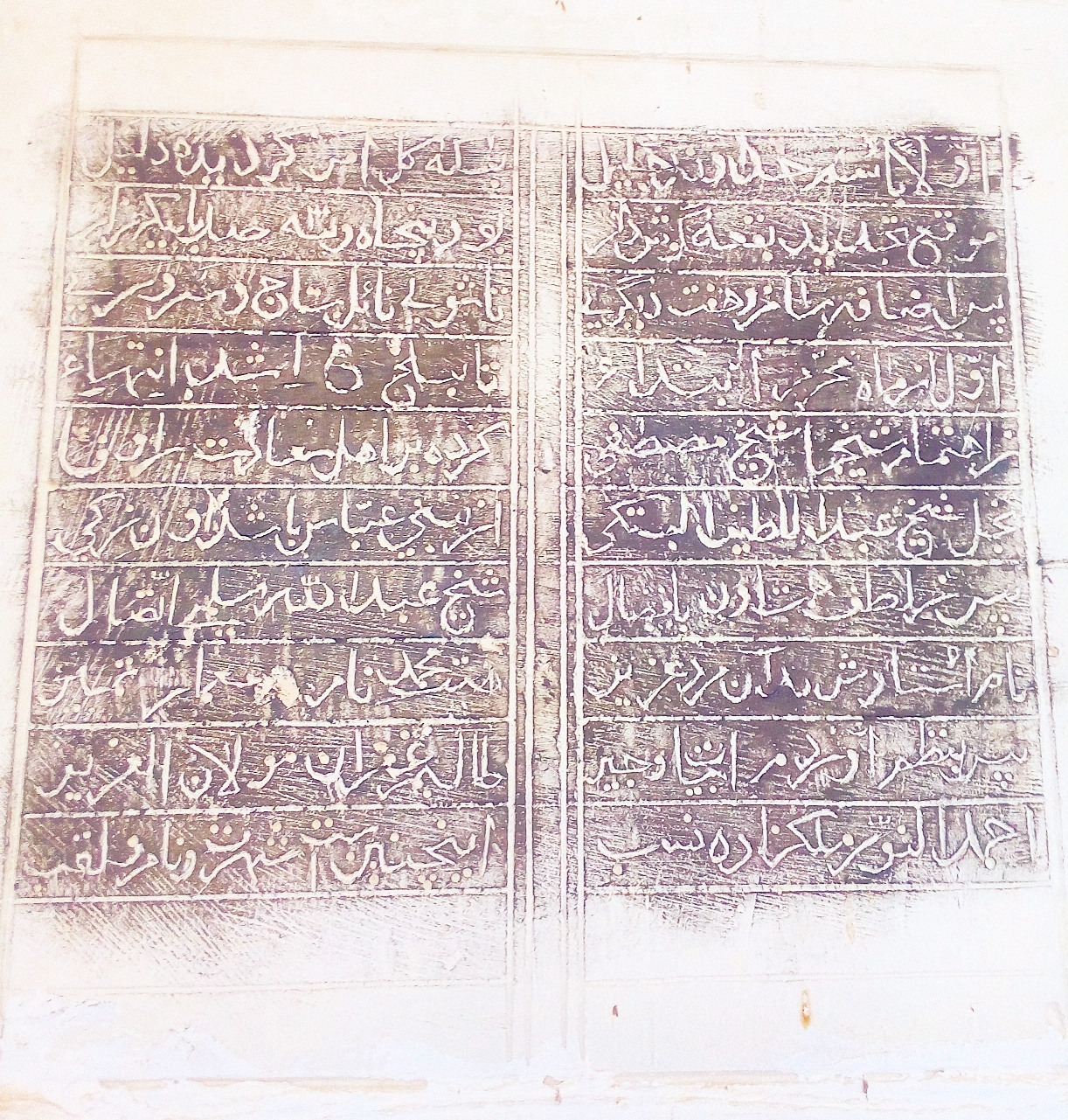
کتیبه سردر ورودی آرامگاه